# Steinar Gundersen
Steinar Gundersen conocido cokmo Azarak (Oklungen, Porsgrunn, Noruega, 16 de septiembre de 1975) es un guitarrista noruego de black metal. En la actualidad es el guitarrista en vivo de la banda noruega de black metal, Satyricon. 
Azarak también toca la guitarra en el grupo de metal progresivo, Spiral Architect, y fue el cantante y guitarrista de la banda Lunaris desde 1999 hasta 2003. Desde entonces, ha pertenecido a Satyricon, por lo que tras Satyr y Frost, es el miembro que más tiempo lleva en dicha agrupación. A pesar de ello, aún no se le considera un integrante oficial.

## Discografía

### ConSpiral Architect
- Spiral Architect (Demo. 1995)
- A Sceptic's Universe	(2000)

### Con Lunaris
- Demo 2000 (Demo, 2000)
- Creative Destruction (Demo, 2001)
- ...the Infinite (2002)

### ConICS Vortex
(como Steinar "Azarak" Gundersen)
- Storm Seeker (2011)

### Con Sarke
- Oldarhian (2011)
- Aruagint (2013)

### ConSatyricon
- My Skin Is Cold (EP, 2008)
- Satyricon - Live at the Opera (Concierto, 2015)